# 장 토드
장 앙리 토드(Jean Henri Todt, 1946년 2월 25일 ~ )는 프랑스의 자동차 경주 임원, 전직 랠리 코드라이버이다. 푸조 스포츠 감독, 스쿠데리아 페라리 포뮬러 원 팀 수석을 지냈으며 2004년부터 2008년까지 페라리의 최고 경영 책임자를 지냈다. 2009년부터 2021년까지 국제 자동차 연맹의 9대 회장을 지냈다.
1966년 랠리 코드라이버로 월드 챔피언십에 출전하여 1981년 기 프리클랭과 함께 탤봇으로 월드 랠리 챔피언십 컨스트럭터 우승을 달성할 때까지 활동했다. 푸조 스포츠 감독으로 4번의 드라이버 및 컨스트럭터 챔피언십을 우승했으며 4회의 다카르 랠리 우승, 2번의 르망 24시 우승을 달성했다. 스쿠데리아 페라리로 옮겨 미하엘 슈마허의 2000년부터 2004년까지의 5회 연속 우승을 포함하여 드라이버와 컨스트럭터 챔피언십을 도합 13회 우승하였다.
2009년 10월 국제 자동차 연맹 회장으로 선출되었으며 2013년, 2017년에 재선되었다. 2015년 4월 29일 국제 연합 도로안전 특사로 위촉되었다.